# 皮昂尼爾村 (肯塔基州)
皮昂尼爾村（英語：Pionner Village）是一個位於美國肯塔基州布利特縣的城市。

## 地方資料
根據2020年美國人口普查的數據，皮昂尼爾村的面積為3.18平方千米，當中陸地面積為3.18平方千米，而水域面積為0.00平方千米。當地共有人口2671人，而人口密度為每平方千米839.94人。